# Triloquist
Triloquist es una película de terror estadounidense estrenada en el año 2008, escrita y dirigida por Marck Jones y producida por Jack Edward Sawyers, Marlon Parry y Michael Levine. Está protagonizada por Paydin LoPachin, Rocky Marquette, Katie Chonacas y Brian Krause.

## Trama
En un hotel de Hollywood, California, está alojada una mujer joven (Dagmar Peterson), quien es una ventrílocua desempleada con problemas de dinero, y adicción a las drogas. Una noche, el mánager del hotel le dice que debe pagar la renta al día siguiente, o ella y sus dos hijos, Angelina y Norbert, serán desalojados.
La madre no sabe qué hacer, así que se droga nuevamente, y muere. El títere, Dummy (Bruce Weitz), observa la escena y despierta a los hijos, indicando  que ahora solo son ellos tres. Posteriormente, Angelina, Norbert y Dummy son enviados a la casa de su pervertido tío (Fred Cameron), quien termina esclavizando a sus sobrinos y abusando de Angelina, haciendo que Dummy no sea feliz. Una noche, mientras el tío está durmiendo, Dummy lo asfixia.
Dummy es luego puesto en una maleta por muchos años, hasta que lo sacan y ve a Angelina (Paydin LoPachin) y Norbert (Rocky Marquette) ya de adultos. Dummy es usado para hablar por Norbert (quien quedó en shock cuando vio a su madre morir). Una noche de Halloween, Dummy asesina a un niño por no creer que Norbert no es un ventrílocuo mágico. Angelina termina culpando a Norbert por cortarle los dedos al niño. Norbert es separado de ellos, y llevado a una clínica mental. 
Angelina y Dummy terminan trabajando en un club de bailarines exóticos, y terminan asesinando al mánager por no dejar que Angelina haga un acto de ventriloquia. Angelina va a rescatar a Norbert en su auto. Cuando la doctora no deja que Norbert se vaya, Dummy asesina a un trabajador del hospital. Norbert y Dummy se reúnen con Angelina con un "abrazo grupal". 
Angelina, Norbert y Dummy se dirigen a Las Vegas para que Norbert pueda actuar como ventrílocuo. Mientras comen en un restaurante, Angelina asegura que si Norbert no tiene un hijo, su nombre de ventrílocuo desaparecerá. Angelina cree que una joven llamada Robin Patterson (Katie Chonacas) sería la madre perfecta. Terminan secuestrando a Robin y la colocan en el maletero del auto.
Cuando están en camino, son detenidos por la policía. Él ve a Robin atada en el maletero y Angelina le dispara con una pistola. En el camino, se detienen para ayudar a un hombre con un problema en su auto. El trío termina sacándolo y matándolo.
Se detienen en una estación de gasolina y Dummy piensa que sería el momento perfecto para deshacerse de Angelina y ser libres. Norbert se niega y Angelina vuelve escuchando a Dummy y arrojándolo fuera del auto. Angelina y Dummy acuerdan no dejarse el uno al otro. Angelina le devuelve a Dummy a Norbert. Pero la policía aparece y Angelina intenta culpar a Norbert nuevamente. Llevan a Norbert y Angelina al auto y rescatan a Robin.
Mientras tanto, en el automóvil de la policía, Robin le revela al oficial (Brian Krause) que Norbert nunca dijo una palabra. Cuando se dan cuenta de que un oficial ha sido asesinado, Angelina mata al oficial que rescató a Robin. La llevan a una cabaña, donde se supone que Norbert la embarazará y, con suerte, tendrá un hijo. Cuando Robin les pide ayuda y que le dejen usar un teléfono a Dummy y Norbert, aparece Angelina y empuja a Robin a una habitación y Norbert la ata. Angelina decide castigar a Dummy quemándole la lengua con un fósforo.
Más tarde, Angelina dice que deberían ir a Las Vegas y dejar al muñeco atrás. A la mañana siguiente, un conserje entra en la habitación y encuentra a Robin, para después ser asesinado por Dummy. Angelina y Norbert descubren que la policía los está siguiendo. Por lo tanto, Angelina decide matar a Robin en el bosque y dirigirse a Las Vegas. 
Esa noche, Angelina, Norbert, Dummy y Robin van al bosque. Robin comienza a cavar su tumba y cuando Angelina se distrae, escapa a una antigua sala de DJ. Robin encuentra al detective Shane Kinslow (la persona que la salvó) muerto. Angelina, Norbert y Dummy vuelven a aparecer. Angelina dice que Norbert debería violar a Robin y dejarla embarazada. Antes de que Norbert pudiera hacer algo, Robin le revela que está enamorada de él. Al ser engañado, Robin toma un cuchillo y apuñala a Dummy. Mientras trata de escapar, Robin es noqueada por Angelina. Angelina revela que ella hizo el acto de ventrílocuo y que ha estado haciendo la voz de Dummy todo ese tiempo.
Furioso, Norbert intenta matar a Angelina, pero esta lo empuja a unos cables y se electrocuta. Aun con vida, Norbert comienza a hablar por primera vez con Dummy y le dice que está muriendo. Robin despierta y finalmente escapa. Cuando Angelina se lleva a Dummy afuera, Norbert intenta matar a Angelina, pero termina siendo apuñalado por un cuchillo. Muriendo, Norbert pregunta sí Dummy podría cantarle, Dummy acepta y le canta a Norbert. Cuando Norbert muere, Dummy también lo hace. Robin logra encontrar ayuda y muestra a la policía dónde fue atacada.
Cuando llegan, Dummy y Angelina se van dejando el cadáver de Norbert tirado allí. Robin revela que obtuvieron magia y se dirigen a Las Vegas. Dummy revela que Angelina se deprimió y nunca se convirtió en una estrella en Las Vegas. Angelina se da cuenta de que está embarazada de Norbert, da a luz al bebé en el hotel del principio y muere después. Dummy (todavía vivo) sostiene al bebé como un orgulloso papá. 

## Reparto
- Paydin LoPachin como Angelina.
- Rocky Marquette como Norbert.
- Katie Chonacas como Robin Patterson.
- Brian Krause como el detective.
- Tha Realest como el rapero.

## Lanzamiento
Triloquist fue lanzada en DVD en 2008.